# Ancilla sticta
Ancilla sticta is een slakkensoort uit de familie van de Ancillariidae. De wetenschappelijke naam van de soort is voor het eerst geldig gepubliceerd in 1981 door Kilburn.